# Nyangwe
Nyangwe is een plaats in de Democratische Republiek Congo, in de provincie Maniema.
Nyangwe werd rond 1860 gesticht door slavenhalers die de slaven afvoerden naar Zanzibar.

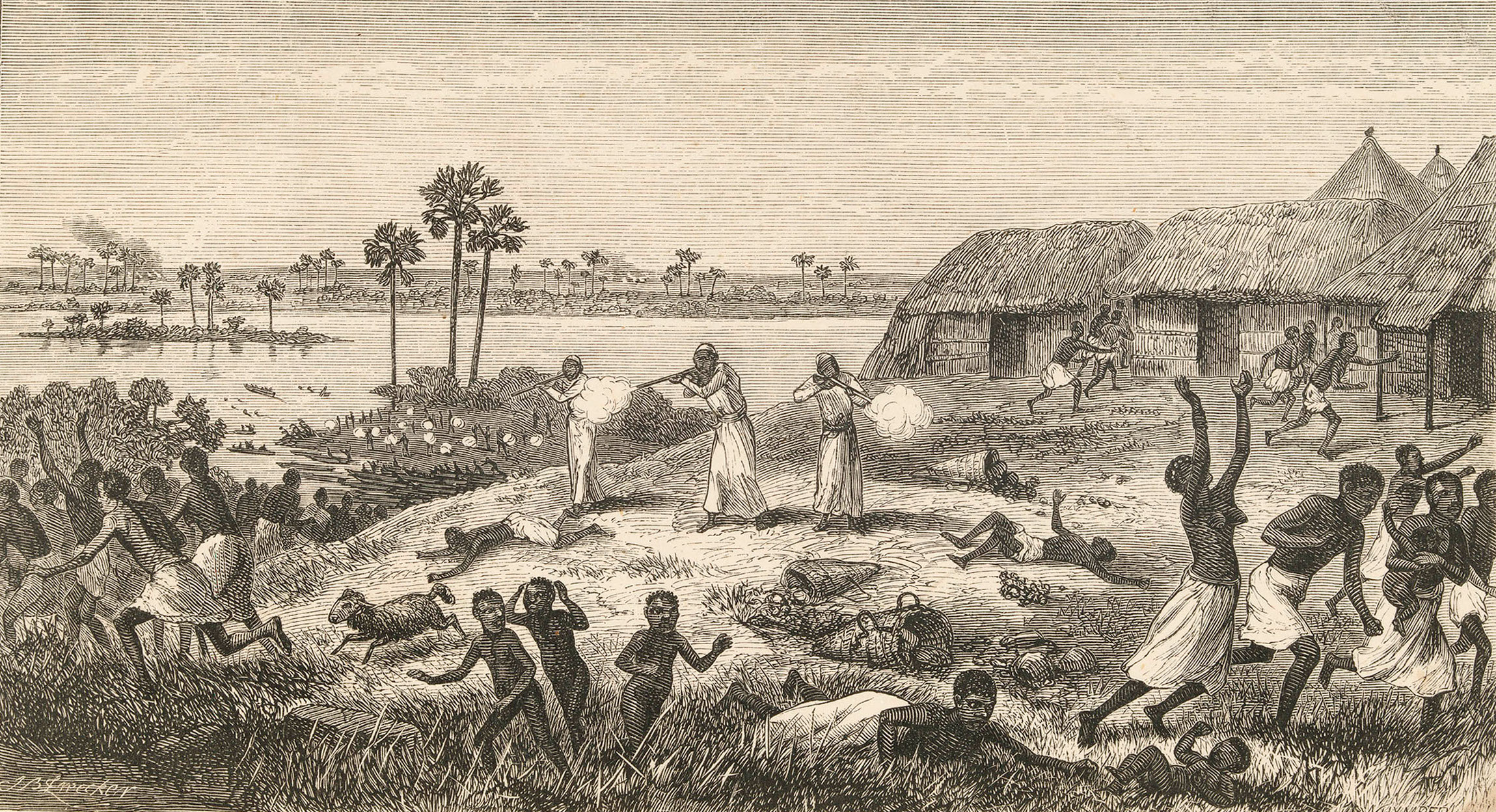
Slavenhalers bij Nyangwe

David Livingstone was in 1871 de eerste Europeaan die Nyangwe bezocht. Henry Morton Stanley bezocht Nyangwe in 1877 in het gezelschap van Tippo Tip. Tijdens de Belgo-Arabische oorlog werd Nyangwe op 4 maart 1892 veroverd door Francis Dhanis, waarna het deel ging uitmaken van Kongo-Vrijstaat.